# Plateau de Ger
Le plateau de Ger est un plateau situé en majeure partie dans les Pyrénées-Atlantiques entre Pau et Tarbes. Ses limites orientales boisées dominent dans les Hautes-Pyrénées la plaine de Tarbes au niveau d'Ossun, Ibos, Bordères-sur-l'Échez ou encore Oursbelille.

## Toponymie
Le nom vient de la commune de Ger (Pyrénées-Atlantiques) qui se trouve dans la partie sud et haute du plateau.

## Géographie
Plateau très étendu qui commence au nord de Lourdes et s'étend jusqu'au Gers.

## Protection environnementale
Le plateau fait partie d'une zone naturelle protégée, classée ZNIEFF de type 2.